# Księstwo głogowskie
Księstwo głogowskie – historyczne księstwo na Dolnym Śląsku ze stolicą w Głogowie, powstałe w okresie rozbicia dzielnicowego w Polsce, w ówczesnej (i obecnej) południowo-zachodniej Polsce. Powstało w 1177 z wydzielenia z księstwa śląskiego, a jego pierwszym księciem został Konrad Laskonogi. W 1185 zostało ponownie wcielone do księstwa śląskiego, by zostać ponownie wydzielonym w 1251, tym razem z powstałego w międzyczasie księstwa legnickiego. Pod panowaniem książąt piastowskich pozostawało do 1488, kiedy zostało na krótko objęte przez Jana Korwina w okresie zależności od Królestwa Węgier. Następnie od 1491 do 1506 było obejmowane przez przyszłych królów Polski z dynastii Jagiellonów: Jana I Olbrachta i Zygmunta I Starego, po czym zostało wcielone do Czech.

## Historia

### „Marchia głogowska”

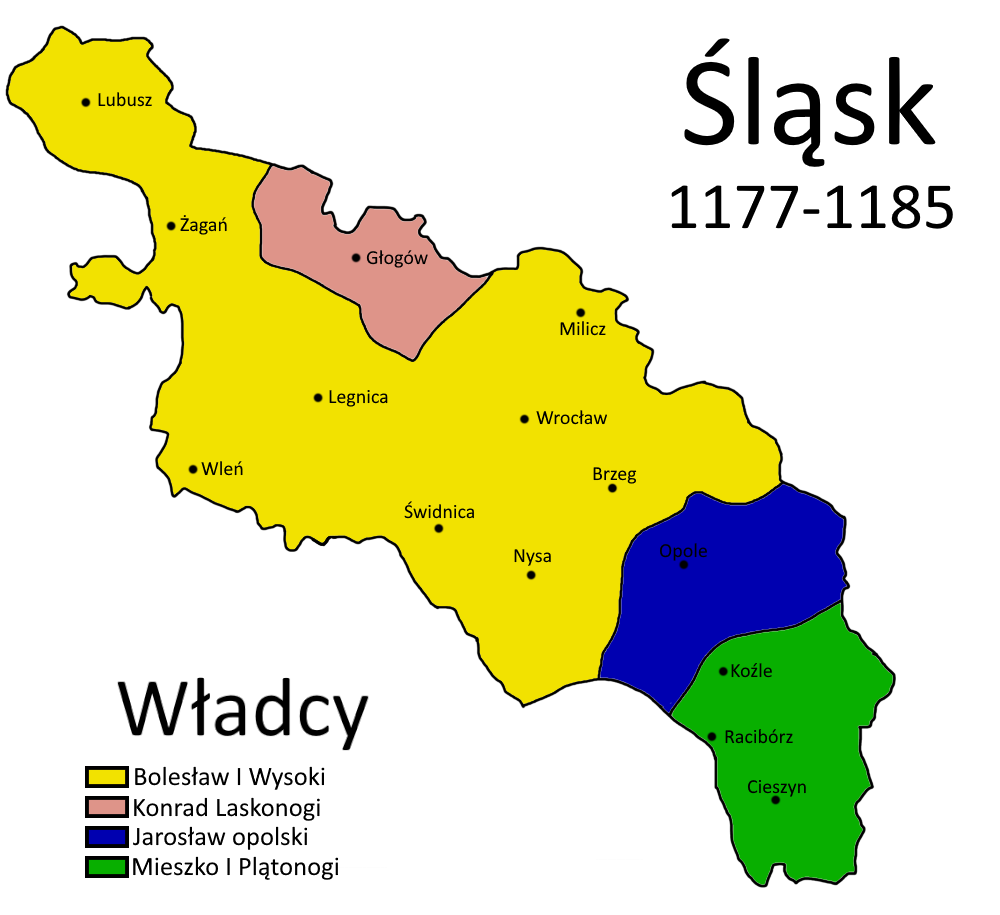
Pierwsze księstwo głogowskie w latach 1177–1185
Obok księstw dzielnicowych występowały na terenie Polski struktury polityczne zwane marchiami. Były to nadgraniczne okręgi grodowe, w których zwiększone kompetencje przełożonego odnosiły się do przede wszystkim spraw administracyjno-wojskowych. Bolesław III Krzywousty w XII wieku na terenie otaczającym Głogów zorganizował samodzielną, podległą tylko księciu zwierzchniemu tzw. „marchię głogowską”, która przetrwała przez cały wiek XII. O istnieniu marchii mówią dwa niezależne od siebie zapisy źródłowe. W 1134 w zjeździe merseburskim brał udział przedstawiciel Bolesława Krzywoustego, który w liście do cesarza Lotara II został przedstawiony jako „Henricus marchio de Glogov”. Drugi zapis źródłowy umieszczony został w kronice Wincentego Kadłubka, w której kronikarz komunikuje, że Kazimierz II Sprawiedliwy po zajęciu tronu krakowskiego, a tym samym po przejęciu zwierzchniej władzy w Polsce, w 1177/8 desygnował Konrada, syna Władysława II Wygnańca na margrabiego w Głogowie Condratum Glogoviensis marchie pricipem creat. Marchia głogowska stała się nawet przelotnie dzielnicą książęcą. Konrad ze względu na swoją pozycję zależny był jedynie od seniora. Marchia głogowska zajmowała prawdopodobnie teren kilku kasztelanii. Po śmierci Konrada (przed 1190) Bolesław Wysoki połączył ten obszar z prowincją wrocławską i wyznaczył w Głogowie kasztelana, ponieważ nie był zainteresowany zachowaniem niezależnej od stolicy Śląska marchii. Od 1202 w dokumentach występują ponownie kasztelani głogowscy desygnowani wpierw przez Henryka I Brodatego, a później przez Henryka II Pobożnego.

### Autonomiczne księstwo głogowskie (1251–1331)

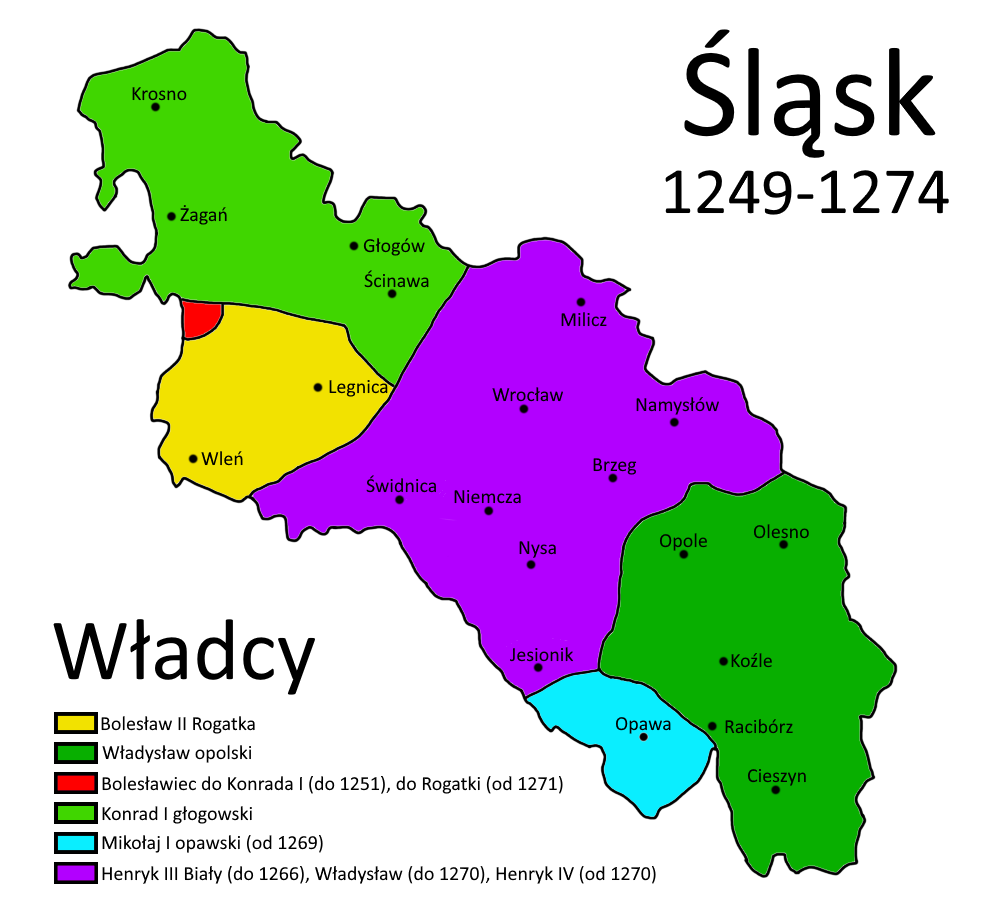
Księstwo głogowskie po ponownym utworzeniu w 1251
W 1248 starsi synowie Henryka Pobożnego Bolesław II (Rogatka) i Henryk III, dokonali między sobą podziału Śląska wrocławskiego. Asygnowany do tej pory do stanu duchownego, Konrad nie odstąpił od swych praw do ojcowizny i wystąpił z zamiarem uzyskania własnej dzielnicy. Powstaniu księstwa głogowskiego w latach 1249–1251 towarzyszyły działania wojenne prowadzone pomiędzy braćmi. Koniec roku 1251 dostarczył Śląskowi nie tylko wyczekiwany pokój, ale również nowe warunki polityczne, w wyniku których, wyodrębniły się trzy niezależne księstwa: wrocławskie, legnickie i głogowskie. Pierwszym udzielnym księciem głogowskim został Konrad I. W początkowej fazie księstwo obejmowało Głogów, Krosno, Żagań, Lubin, Ścinawę i Sądowel. Później nastąpiły jeszcze pewne zmiany graniczne: Sądowel przeszedł pod władanie książąt wrocławskich, natomiast Konrad nabył za to Bolesławiec i Nowogrodziec nad Kwisą.
Po śmierci Konrada księżna wdowa Zofia już w 1274 sprzedała Krosno arcybiskupowi magdeburskiemu. W tym samym okresie Bolesław Rogatka odzyskał odstąpiony wcześniej przez niego Konradowi Bolesławiec z Nowogrodźcem.
Synowie Konrada po śmierci ojca rządzili początkowo wspólnie, po czym przed 1 VII 1278 roku dokonali podziału księstwa. Najstarszy z braci, Konrad II, otrzymał Ścinawę wraz z Wińskiem i Lubinem, Henryk III Głogów, Bytom Odrzański i Kożuchów, Przemko natomiast Szprotawę, Żagań i Nowogród Bobrzański. Nastąpił rozpad jednolitego księstwa na trzy dzielnice: ścinawską, głogowską i szprotawsko-żagańską. W II połowie 1284 roku doszło jeszcze do zamiany dzielnic między Konradem II a Przemkiem. Konrad został księciem żagańskim a Przemko ścinawskim.

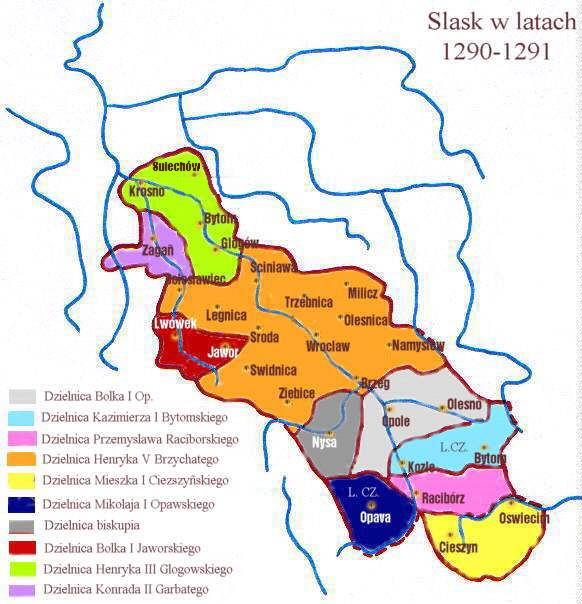
     Księstwo Głogowskie przed wojną Henryka III Głogowczyka z Henrykiem Brzuchatym o dziedzictwo po Henryku Probusie (kolor jasnozielony)
Henryk IV w testamencie z 1290 r. zapisał księstwo wrocławskie Henrykowi III. Sam Wrocław jedynie na krótko znalazł się w rękach Głogowczyka. Wobec sprzeciwu tamtejszego mieszczaństwa został oddany we władanie księcia legnickiego Henryka V Brzuchatego.
Walki pomiędzy Henrykiem III a Henrykiem Brzuchatym o panowanie we Wrocławiu trwały kilka lat. W 1290 r. Henryk obejmuje Chojnów, Syców, Bolesławiec, Gościszów, Nowogrodziec, Ścinawę, Wińsko, Uraz, Trzebnicę, Milicz i Sądowel w zamian za rezygnację z praw do Wrocławia. Jednocześnie przekazuje Wińsk i Chobienice Konradowi II.
W 1294 r. Henryk kolejny raz przymusza Henryka Brzuchatego do odstąpienia części księstwa wrocławskiego na prawym brzegu Odry (z Oleśnicą, Bierutowem, Kluczborkiem, Namysłowem, Byczyną, Świerczami i Gorzowem Śląskim).
Po śmierci Przemysła II Wielkopolanie wybrali na tron poznański Łokietka, mimo to Głogowczyk wystąpił z roszczeniami wobec Łokietka, uważając, że testament, w którym dziedziczy Wielkopolskę, Przemysła II ciągle obowiązuje. Doszło szybko do zawarcia ugody. 10 marca 1296 pod Krzywinem zawarto układ, zgodnie z którym Henryk III obejmował wszystkie ziemie na południe od rzeki Obry, razem z kasztelaniami wschowską i zbąszyńską. Równocześnie Łokietek adoptował syna Henryka III – Henryka IV Wiernego, któremu w chwili uzyskania pełnoletniości zamierzał ofiarować dzielnicę poznańską, oraz w wypadku bezpotomnej śmierci całość Wielkopolski.
W 1296 roku Bolko Surowy zdobywa Chojnów i Bolesławiec, strata została zatwierdzona przez Henryka III na zjeździe pokojowym w 1297 roku w Zwanowicach.
Po bezpotomnej śmierci Konrada II w 1304 roku także jego dzielnica stała się własnością Głogowczyka. Doszło więc do połączenia dziedzictwa Konrada I. Wiosną 1306 roku udało się Głogowczykowi opanować większą część spuścizny Przemysła II, jednak bez pogranicza wielkopolsko-kujawskiego (Konin) i Pomorza Gdańskiego, a także Kalisz nie poddał się z początku Henrykowi III, gdyż zdołał anektować go na dwa lata książę na Legnicy Bolesław III Rozrzutny (syn Henryka V Brzuchatego).
Henryk III osierocił pięciu synów: Henryka IV Wiernego, Konrada, Bolesława, Jana i Przemka. Z początku książęta rządzili wspólnie i w czasie współrządów, w trudnych dla nich czasach, w 1310 roku zrzekli się Pomorza na rzecz Brandenburgii. W 1312 r. podzielili na dwie grupy, spuściznę Henryka III: ziemie obejmujące część Wielkopolski wraz z Gnieznem i Kaliszem, Miliczem, Oleśnicą, Namysłowem zostały przydzielone Konradowi i Bolkowi, zaś pozostałe, tzn. zachodnia część księstwa głogowskiego i Wielkopolski z Rogoźnem, Poznaniem, Zieloną Górą, Żaganiem i Ścinawą zostały przydzielone Henrykowi IV, Janowi i Przemkowi. Księstwo głogowskie rozpadło się na dwie niezależne dzielnice: żagańską na zachodzie i oleśnicką na wschodzie, która n trwale odpadła od księstwa głogowskiego. Głogów przeznaczono zaś na oprawę ks. Matyldy brunszwickiej, wdowy po Henryku III.

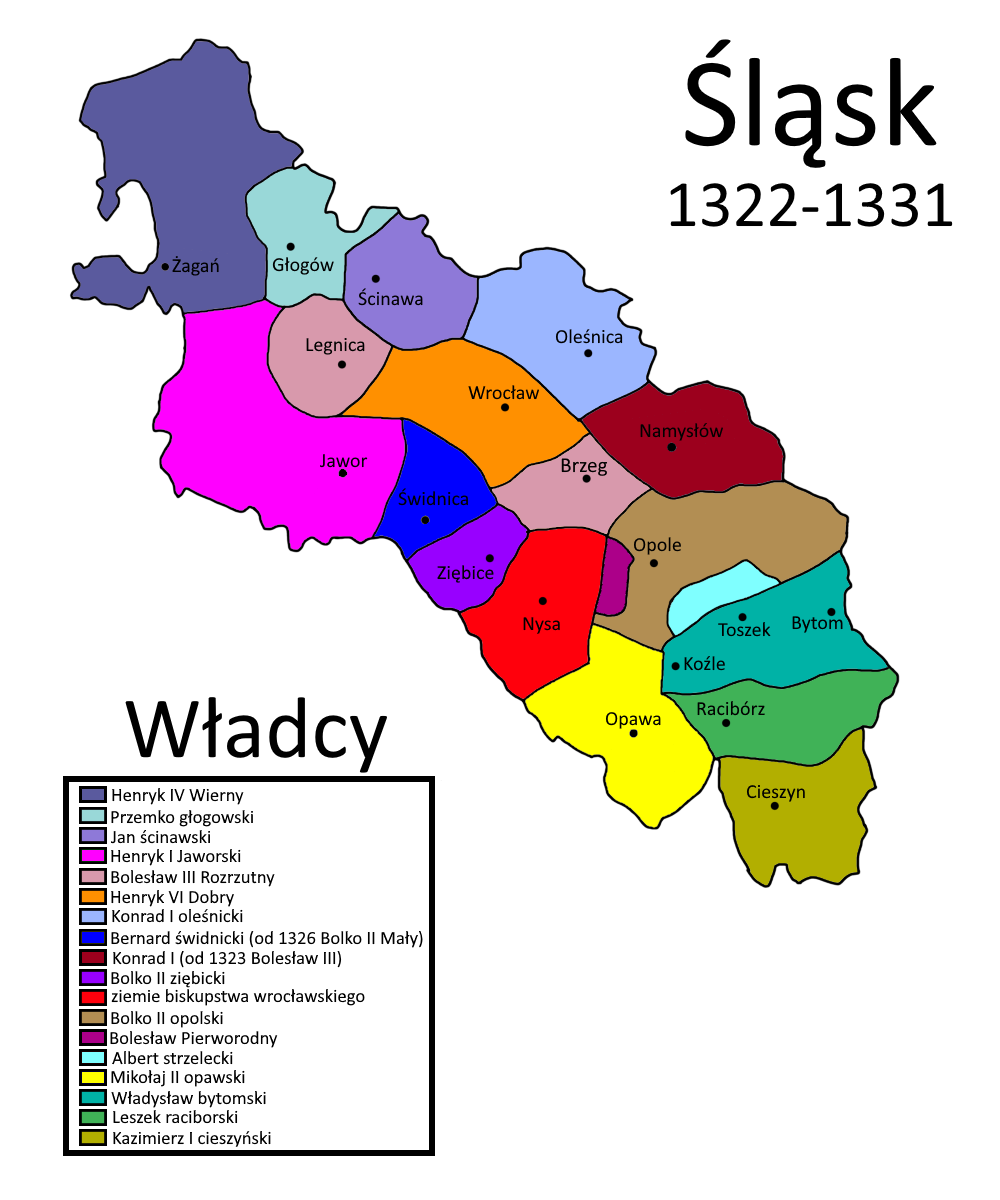
     Księstwo głogowskie w północno-zachodniej części Śląska w latach 1322–1331
Następowało dalsze rozdrobnienie księstwa. Jan zajął pomiędzy 1316 a 1319 r. dzielnicę ścinawską, Henryk Wierny żagańską, a Przemko w 1321 r. po śmierci Matyldy księstwo głogowskie. Przemko ożenił się z Konstancją, siostrą Bolka Świdnickiego, wnuczką Władysława Łokietka. Książęta w walkach z Łokietkiem w latach 1313–1314 postradali prawie całą Wielkopolskę. W 1329 roku Jan ścinawski i Henryk IV Wierny, złożyli hołd lenny królowi czeskiemu Janowi Luksemburskiemu. Hołdu nie złożył Przemko (Bolesław w tym czasie już nie żył).

### W latach 1331–1526

#### W orbicie czeskich wpływów
Kiedy 11 stycznia 1331 r. zmarł nagle Przemko, księstwo zostało oficjalnie podzielone między jego braci: Jana i Henryka, jednocześnie został wydzielony wdowie po Przemku, ks. Konstancji, Głogów jako jej uposażenie. Król czeski nie zamierzał respektować tego podziału. W 1331 roku Jan ścinawski pod militarną presją króla czeskiego zrezygnował ze swoich praw do księstwa przypadających mu po bracie, gdy w październiku Jan Luksemburczyk ruszył na Głogów, który zajął bez oblężenia przy wydatnej pomocy starosty głogowskiego (starosta zastępował nieobecnego księcia). Po odkupieniu za dwa tysiące grzywien od Jana ścinawskiego przysługujących mu praw do połowy miasta i księstwa, umieścił w nim swojego starostę Hinka z Dubu. Uzyskawszy łatwo zrzeczenie się praw do dziedzictwa głogowskiego ze strony Jana ścinawskiego, Jan nie troszczył się o pretensje Henryka IV Wiernego żagańskiego, ale wcielił zwyczajnie Głogów do korony czeskiej. Aż do śmierci w Żaganiu w 1342 Henryk IV nie odzyskał swojej połowy Głogowa. Jan Luksemburczyk nadszarpnął także prawa Konstancji, która została wydziedziczona, wkrótce potem przeniosła się do Polski, gdzie w Starym Sączu wstąpiła do klasztoru Klarysek.
Syn Henryka IV książę żagański, Henryk V Żelazny (1342–1369), postanowił przystąpić do rewindykacji Głogowa, który zajął w V 1343 r. Niebawem jednak, oblegany przez wojska czeskie oraz zaatakowany przez Kazimierza III, władcę Polski, musiał wycofać się z Głogowa. Kazimierz Wielki w czasie działań wojennych oderwał od księstwa głogowskiego Wschowę i Przemęt. Zaś wojna z królem Czech skończyła się porozumieniem zawartym 7 czerwca 1344 roku. W Pradze Henryk V złożył hołd lenny królowi czeskiemu w zamian za połowę Głogowa i księstwa, we władanie których wszedł w 1349 roku.
W dokumencie z 10 stycznia 1360 r. dokonano ścisłego i ostatecznego rozdziału księstwa na część królewską i książęcą. Henryk otrzymał wschodni i zachodni skrawek księstwa, łączący się z jego posiadłościami żagańskimi oraz połowy miast: Głogowa i Bytomia. Własnością Luksemburgów została środkowa część księstwa, znajdująca się między Bytomiem a Głogowem, jednocześnie z połowami tych miast. Granica parcelacji Głogowa przebiegała ulicami miasta. Ziemie za Odrą pozostały pod wspólnymi rządami i nie uległy podziałowi. We wspólnym korzystaniu miały pozostać drogi, kościół św. Mikołaja, waga miejska, szkoła, plac solny, młyn na Odrze, most, jatki, dochody z wagi miejskiej, targów solą i pastwisk oraz dochody celne. Powstało zaś odrębne sądownictwo i dwie rady miejskie.
Bolko świdnicki 28 lutego 1361 r. dostał w dożywocie połowę miasta należącą do króla Karol IV. Po śmierci Bolka świdnickiego w 1368 r. królewskie części dzielnicy głogowskiej i ścinawskiej, nakazał Karol IV natychmiast objąć w swoim imieniu Janowi Ocko, arcybiskupowi praskiemu, oraz nakazał mieszkańcom tych dzielnic złożyć hołd Wacławowi IV.
Po śmierci Henryka V Żelaznego, w Żaganiu 8 kwietnia 1369, zmalało znaczenie książąt linii głogowskiej. Henryk VI, Henryk VII Rumpold i Henryk VIII Wróbel synowie Henryk V Żelaznego władali przez jakiś okres wspólnie dzielnicą żagańsko-głogowską, a w 1378 podzielili ją między siebie.
Henryk VIII po bezpotomnej śmierci braci przejął ich spuściznę. Książę cieszyński Przemysław I Noszak, w podziękowaniu za oddaną służbę, w 1384 w dziedziczne lenno otrzymał królewską część głogowskiego. W 1391 r. włączył w skład swojej dzielnicy drugą połowę miasta oraz okręg górowski i okręg chobieński. Po 1404 r. utracił jednak połowę Ścinawy i okręgu ścinawskiego. Uformowana cieszyńska część księstwa głogowskiego obejmowała połowę Głogowa i Bytomia z okręgami i Góry z powiększonym okręgiem. Od tego chwili tę część księstwa głogowskiego często w źródłach nazywano „częścią cieszyńską”. W lutym 1385 przedstawiciele królewskiej połowy Głogowa i księstwa złożyli hołd księciu cieszyńskiemu.
Następcami Henryka VIII zostali jego synowie: Jan, Henryk IX, Henryk X i Wacław. Z początku sprawowali wspólne rządy, pod nadzorem księcia legnickiego Ruprechta, który doprowadził do ładu m.in. problemy finansowe zostawione przez Henryka Wróbla. W 1403 r. samodzielne rządy rozpoczął najstarszy Jan, którego centrum administracyjnym był Kożuchów. W zamku głogowskim zaś siedzibę mieli książęta cieszyńscy.
Kiedy w latach 1437–1457 trwała walka o tron czeski, Henryk IX i Władysław cieszyński popierali przeciwne sobie obozy. W 1457 r. królem Czech został wybrany Jerzy z Podiebradów, a królem węgierskim wybrano Macieja Korwina. Jerzy został wsparty przez Władysława cieszyńskiego. Rządca drugiej połowy Głogowa Henryk IX, z przeważającą liczbą książąt śląskich oraz paroma śląskimi miastami, po zawarciu związku Śląskiego w 1458 r., udzielili poparcia Maciejowi Korwinowi. W 1459 r. w czasie walk pomiędzy przeciwstawnymi obozami zmarł, śmiertelnie ranny, książę cieszyński. Po pewnym okresie Jerzy z Podiebradów zyskał przychylność na Śląsku, a związek Śląski po kilku miesiącach upadł. Henryk IX w Świdnicy w 1459 złożył hołd Jerzemu. Po śmierci Władysława panowanie w tej części Głogowa przejęła wdowa po nim, Małgorzata Cylejska. Kazimierz IV Jagiellończyk, król Polski, w okresie trwania sporów pozostawał neutralny. W 1462 w Głogowie wziął udział w rokowaniach z Jerzym, a włodarzem zjazdu był Henryk IX. Zawarto wówczas układ między Polską a Czechami, przedstawiona została również propozycja króla czeskiego zwołania sejmu Rzeszy do Chebu, żeby tam rozmawiać nad problemami monetarnymi całego Cesarstwa. Zjazd trwał prawie dwa tygodnie. Kiedy w 1469 r. Macieja Korwina ogłoszono przez katolicką szlachtę królem Czech, syn Henryka IX, Henryk XI zmienił koalicję przeciwko Jerzemu.
W 1469, po przybyciu Macieja Korwina do Wrocławia, miasto a później Henryk XI i inni książęta śląscy złożyli mu hołd. Przemysław II książę cieszyński, brat Władysława, który był podejrzewany o zawarcie sojuszu z Polską oraz innymi książętami śląskimi, zrezygnował ze swych dziedzicznych praw do Głogowa na rzecz króla Macieja. Maciej Korwin zagwarantował wyłączne dożywocie w Głogowie księżnej wdowie Małgorzacie. W przypadku jej śmierci królewską część miasta miał przejąć Henryk XI, nagrodzony za dotychczasową oddaną służbę.

#### Wojna o sukcesję głogowską

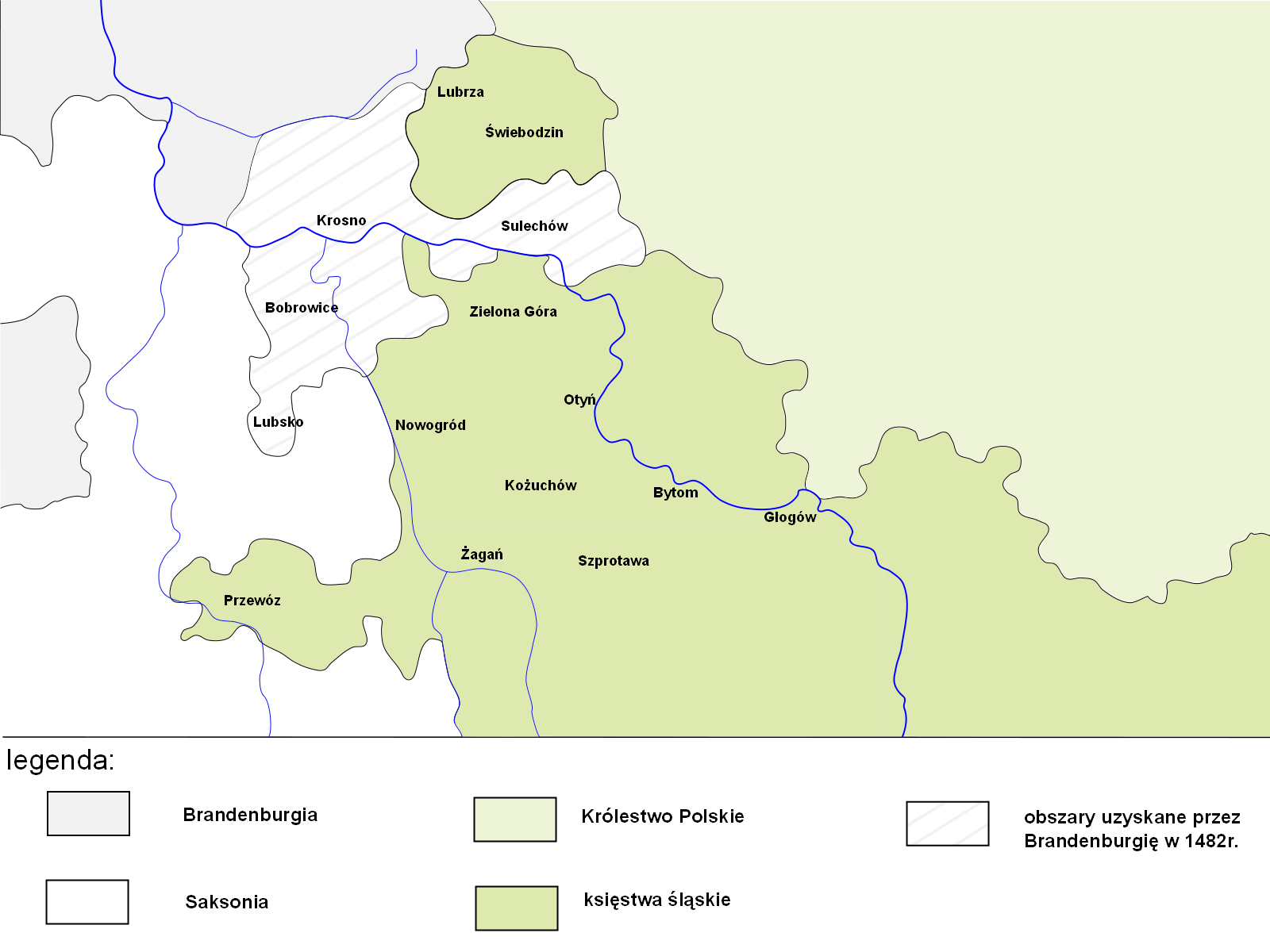
Schemat zmian terytorialnych w wyniku wojny

Punktem zwrotnym w dziejach księstwa głogowskiego była wojna przedstawiana przez współczesną historiografię jako „wojna o sukcesję głogowską”. Konflikt wywołały kombinacje matrymonialne ostatniego z głogowskiej linii Piastów Henryka XI. Henryk u zmierzchu panowania dokonał dwóch zapisów na rzecz swej małżonki Barbary, córki Albrechta III Achillesa brandenburskiego. Według drugiego z nich cała scheda henrykowska miała znaleźć się w jej rękach. Prawa Barbary do spadku zostały poparte nie bez ociągania przez szlachtę całego księstwa. Henryk XI zmarł 22 lutego 1476 r., a księstwo zajął Albrecht Achilles. Działanie to wywołało szybkie reperkusje. Ze swoimi prawami do dziedzictwa po Henryku XI wystąpili teraz Maciej Korwin, Jan II żagański (syn Jana I, brata Henryka IX i X) oraz Władysław II Jagiellończyk, który zaślubił per procura wdowę po Henryku XI. Jan II żagański wykorzystując poparcie i pomoc finansową króla Węgier oraz jednocześnie rządcy Śląska, Macieja Korwina, interweniował w 1476 w księstwie głogowskiego i nastał zbrojnie przeciwko Brandenburczykom, których wyparł z księstwa (oprócz Krosna Odrzańskiego). Zadowolił się wtenczas połową rozgraniczonego miasta, druga połowa była we władaniu Piastów cieszyńskich. Jednakże w 1480 r. wdarł się do cieszyńskiej połowy miasta i spalił, dzielnicę żydowską, gdyż mieszkańcy nie chcieli mu złożyć hołdu. Następnie wkroczył na zamek, gdzie urzędowała Małgorzata Cylejska, wdowa po księciu Władysławie cieszyńskim, tym samym kładąc kres podziałowi miasta. Rajców miejskich i Małgorzatę Cylejską zmusił do złożenia mu hołdu lennego. W związku z zajęciem przez Jana II królewskiej części Głogowa postępowanie to wymusiło na Macieju Korwinie zbrojne wystąpienie przeciwko niemu. Negocjacje zakończono w 1481 r. pomyślnym dla Jana układem politycznym z Kazimierzem cieszyńskim. Ostateczne rozwiązanie spuścizny po Henryku XI dawał układ z 1482 zawarty w Kamieńcu Ząbkowickim. Jan otrzymał w dożywotnie władanie księstwo głogowskie, jako lennik Macieja Korwina. Jan II będąc władcą całego Głogowa potwierdził miastu całość jego przywilejów oraz doprowadził do ładu skomplikowane stosunki monetarne (reforma 1483 r.). Pod koniec 1487 Jan II zamierzał wydać swoje córki Jadwigę i Annę za synów Henryka Podiebrada – Jerzego i Karola, a później przelać swoje prawa do księstwa głogowskiego na przyszłych zięciów. Mieszczanie głogowscy sprzeciwili się temu pomysłowi, gdyż nie chcieli wojny z Maciejem Korwinem, który asygnował Głogów dla swojego syna Jana Korwina. Jan II wyznaczył wtedy inną posłuszną mu radę miejską, obecnego burmistrza, pisarza i pięciu radnych uwięził, którzy zmarli z głodu w czasie oblężenia miasta. W 1488 Maciej Korwin wypowiedział Janowi II wojnę i zajął Głogów. Na mocy zawartego układu pokojowego z 28 grudnia 1488 w Wiedniu Jan został zmuszony do odstąpienia księstwa królowi, w zamian otrzymał rekompensatę finansową w wysokości 20 tysięcy guldenów.

#### Koniec piastowskiego panowania i sprawowanie władzy przez Jagiellonów

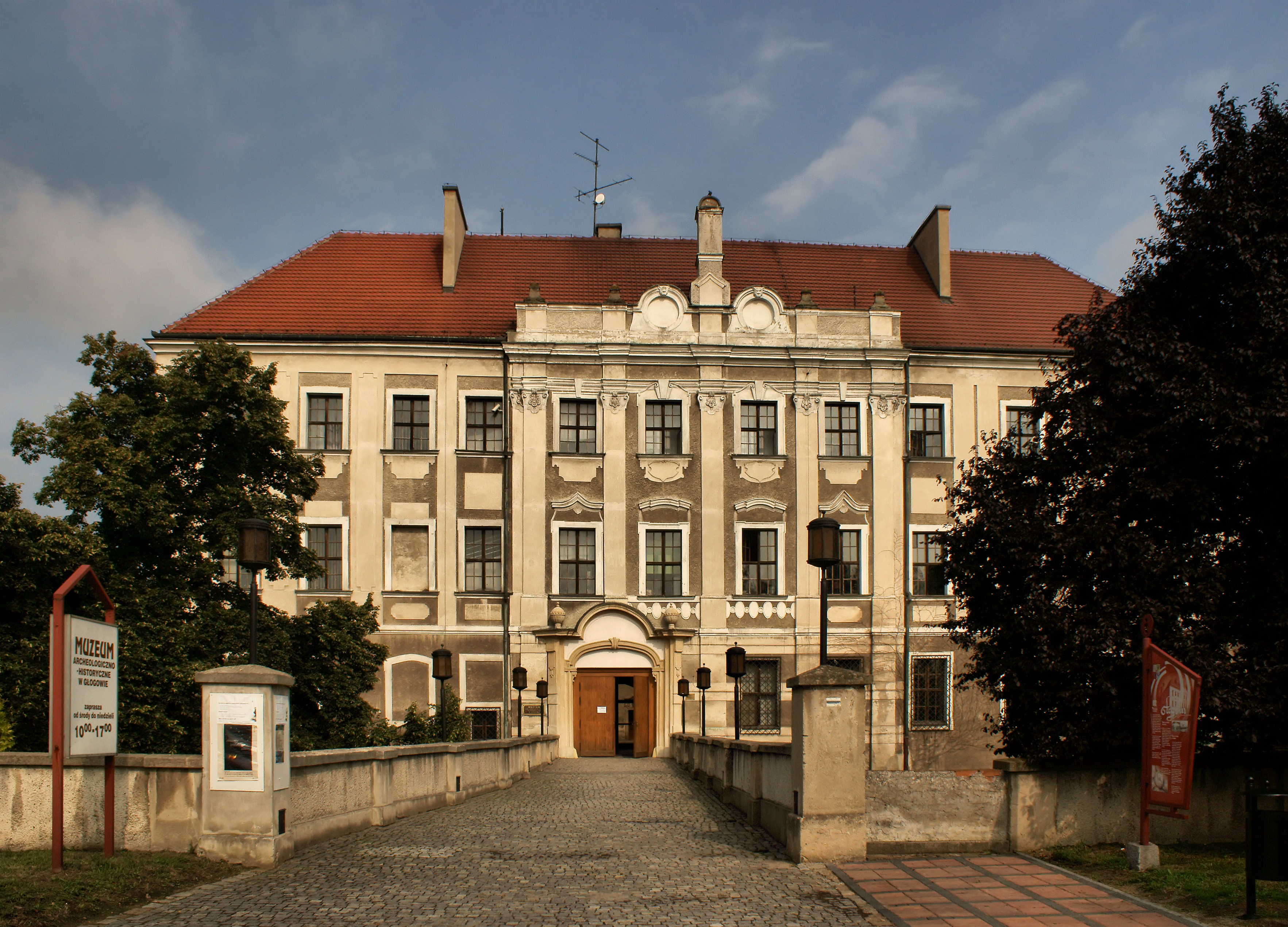
Zamek Książąt Głogowskich w Głogowie

Wraz z upadkiem Jana II żagańskiego skończyło się piastowskie panowanie w księstwie głogowskim. Po śmierci Macieja Korwina króla Węgier stało się ono dziedzicznym terytorium Korony Czeskiej. Rządy w księstwie sprawowali, jako namiestnicy króla Czech, Jagiellonowie, którymi byli Jan Olbracht i Zygmunt. Pierwszy rządy od 1491 w Głogowie sprawował Jan Olbracht przez swojego namiestnika Jana Karnkowskiego. Zasłynął on sławą nieodpowiedzialnego awanturnika, gnębiącego mieszczaństwo surową polityką fiskalną. Nie zanotowano pozytywnych zmian w mieście, które po kilku dziesięcioleciach zamętu, znajdowało się w katastrofalnym stanie. Zupełnie inaczej ocenia się rządy królewicza Zygmunta. Przedstawia się go jako doskonałego gospodarza, który ugruntował podstawy „złotego wieku” Głogowa. Oficjalne rządy w księstwie objął w 1499 roku, od 1502 r. większą część czasu przebywał ze swoim dworem na Głogowskim zamku. Zygmunt podjął surowe środki przeciwko pladze przestępczości, dokonał gruntownej reformy ustroju sądownictwa, wprowadził w 1505 r. sąd czudowy oraz akta statutowe cechów oraz przeprowadził reformę monetarną dla całego Śląska, a w Głogowie otworzył mennicę, rozpoczynają w następstwie tego bicie grosza głogowskiego. Działania te wprost poprawiły położenie mieszkańców miasta, którzy żyli głównie z handlu i rzemiosł. Dodatkową sposobność rozwoju gospodarczego uczyniła wojna handlowa między Wrocławiem a miastami polskimi. Od 1511 towary wysyłane do Niemiec z Korony i Wielkiego Księstwa Litewskiego przechodziły przez Głogów. Była to także zasługa samego króla Zygmunta Starego – pomimo że jego rządy w Głogowie skończyły się w 1506 (oficjalnie 5 maja 1508 zrzekł się księstwa głogowskiego). Po powołaniu Zygmunta Starego na tron polski, księstwo przynależało pod bezpośrednią władzę Czech, wespół z którymi znalazło się w 1526 w monarchii Habsburgów, gdzie tworzyło jednostkę administracyjną, zarządzaną przez starostów.

## Główne miejscowości księstwa
- Głogów
- Kożuchów
- Zielona Góra
- Szprotawa
- Polkowice
- Świebodzin (od 1234)
- Żagań (do 1274)
- Nowogród Bobrzański (do 1274)
- Krosno Odrzańskie (do 1482)
- Sulechów (od 1234 do 1482)
- Lubsko (do 1482)
- Bobrowice (do 1482)